# سوپر جام فوتبال مجارستان
 سوپر جام فوتبال مجارستان  (به مجاری: Szuperkupa) رقابتی است که سالانه مابین قهرمان لیگ دسته اول فوتبال مجارستان و قهرمان جام حذفی فوتبال مجارستان از سال ۱۹۹۲ تاکنون برگزار می‌شود.
تیم فرنس واروژ با ۶ قهرمانی پرافتخارترین تیم این سری مسابقات به حساب می‌آید.

## پرافتخارترین باشگاه‌ها
- دبرسنی: ۵ قهرمانی
- فرنس‌واروژ: ۶ قهرمانی
- اویپست: ۳ قهرمانی
- ام‌تی‌کی بوداپست: ۳ قهرمانی
- ویدئوتون: ۲ قهرمانی